# Свинцеплавильний завод у Малазі

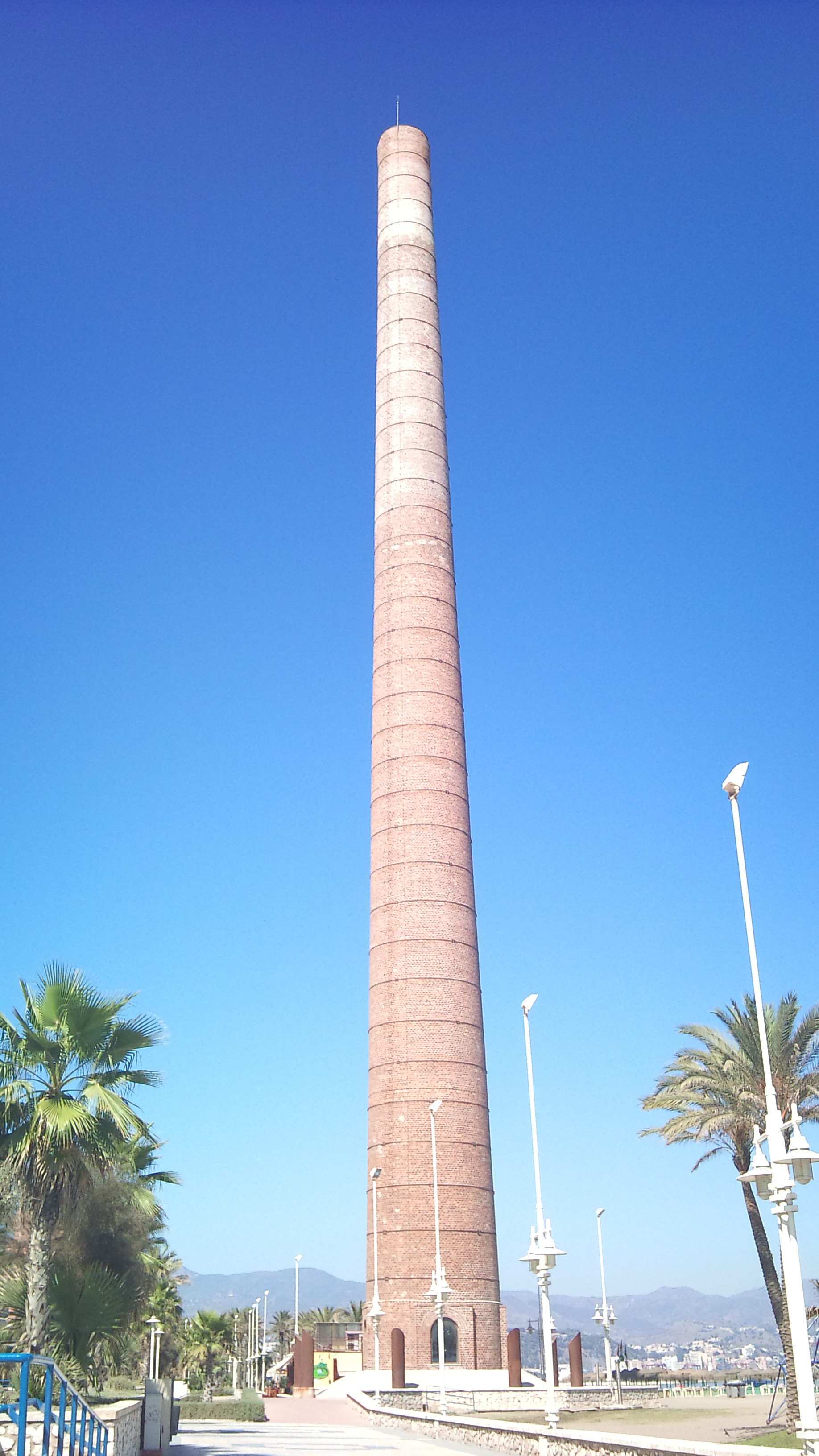
Димар заводу

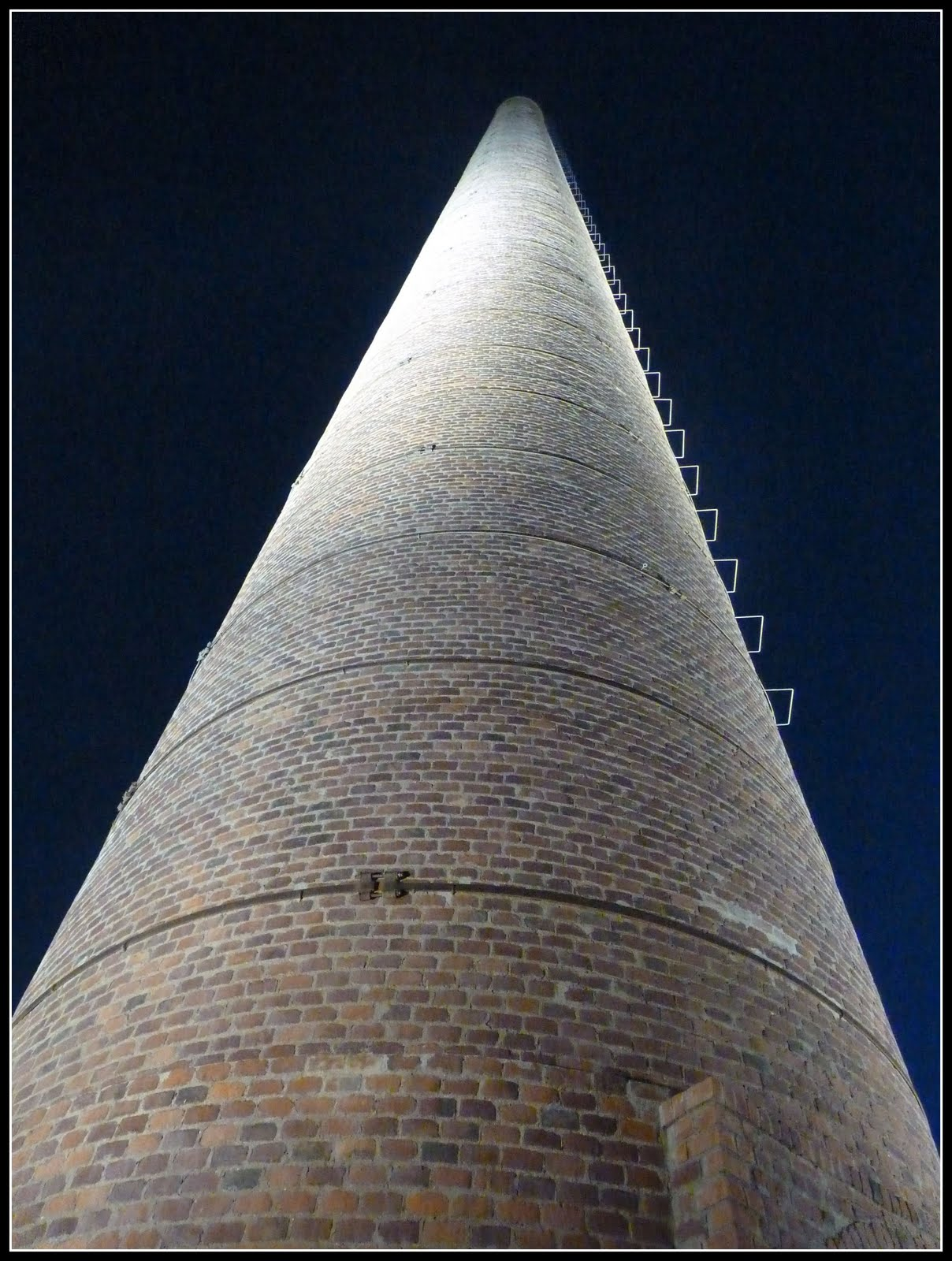
Димар заводу

Свинцеплавильний завод у Малазі — колишній виробничий майданчик на півдні Іспанії.
У 1920 році створили компанію Minero Metalúrgica «Los Guindos», що була під контролем німецького капіталу. В 1923-му вона ввела в дію завод з виплавки свинцю, майданчик якого був на узбережжі Середземного моря в індустріальній зоні Misericordia на південь від Малаги.
Підприємство переробляло галенітовий концентрат, при цьому основним постачальником був потужний район видобутку свинцевих руд Ла-Кароліна в провінції Хаен (приблизно за дві сотні кілометрів по прямій на північний схід від Малаги). Руди Ла-Кароліна мали підвищений вміст срібла, яке було важливим супутнім продуктом заводу в Малазі. Можливо відзначити, що з Ла-Кароліна пов'язана сама назва плавильного заволоду, оскільки його власник компанія "Oriol-Kochertaler" володіла у видобувному районі рудником «Los Guindos».
У 1950-х роках майданчик досягнув максимальної потужності у 80 тисяч тонн свинцю на рік.
У 1960-х роках завод «Los Guindos» стикнувся з кризовими явищами, а в 1979-му його мусили закрити.
Наразі територія колишнього свинцеплавильного виробництва очищена та забудована житлом. З усього комплексу «Los Guindos» залишився як об'єкт промислової архітектурної спадщини димар, що первісно мав висоту 106 метрів, проте наразі зрізаний до рівня у 100—101 метр з міркувань безпеки.
Можливо також відзначити, що видобуток свинцевих руд у Ла-Кароліна тривав до 1991 року, і більш ніж за століття робіт тут заклали близько тисячі трьохсот шахт (деякі глибиною до семисот метрів), загальна довжина галерей яких сягнула восьмисот кілометрів.